# Miroir en nid d'abeille
Ne doit pas être confondu avec Miroir segmenté.

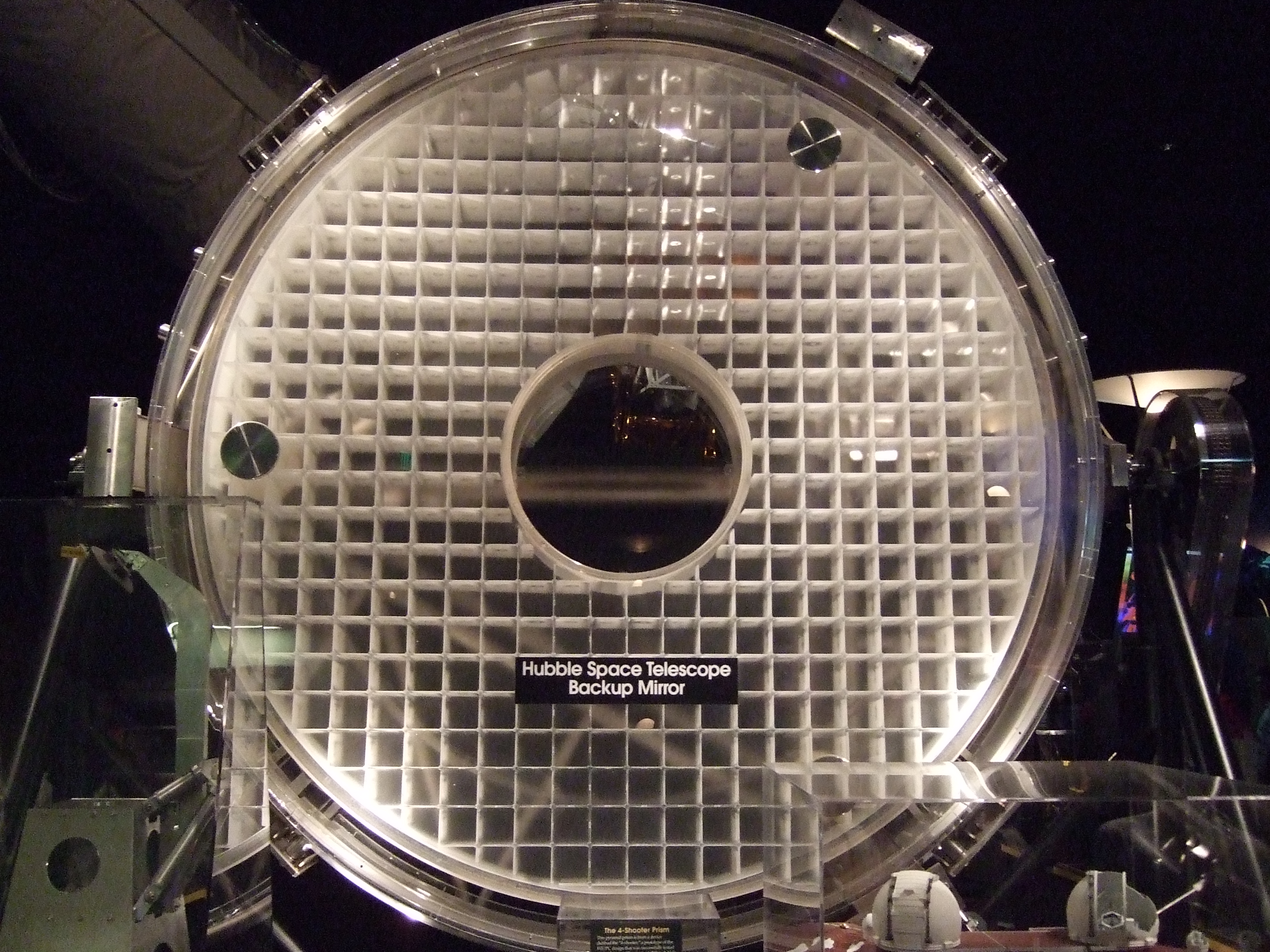
Le miroir primaire de rechange du télescope spatial Hubble. Ce dernier n'est pas aluminé et laisse voir sa structure en nid d'abeille.

Un miroir en nid d'abeille est un grand miroir généralement utilisé comme miroir primaire pour les télescopes. La surface optique soutenue par une structure nervurée qui ressemble à un nid d'abeille. La conception offre une rigidité suffisante pour les optiques de très haute précision tout en réduisant le poids du miroir. Le poids réduit du miroir permet aux structures de support et de contrôle d'être plus petites et plus légères, réduisant le coût global du télescope. Le terme peut également désigner un miroir segmenté lequel est constitué d'un ensemble de miroirs plus petits à la façon d'une mosaïque.
Le développement du miroir en nid d'abeille a permis la création d'instruments qu'il serait impossible d'obtenir avec des miroirs épais plus classiques. Les miroirs classiques ne sont pas seulement plus encombrants mécaniquement et plus lourds. Ils sont également plus difficiles à couler et à refroidir en toute sécurité. Les conceptions en nid d'abeille peuvent réduire le poids du miroir jusqu'à 80 %.

## Voir également
- Télescope à miroir liquide